# Fanny Rainville
Fanny Rainville est une actrice, auteure et scénariste canadienne, née le 10 mai 1981 à Saint-Jean-sur-Richelieu, au Québec.

## Biographie
Fanny Rainville entreprend ses études à l'École nationale de théâtre et obtient son diplôme en 2006.

## Carrière
Fanny s'est illustrée dans plusieurs pièces de théâtre dont Le grand voyage de Petit Rocher, une pièce de 2011, mise en scène par Robert Bellefeuille.
En 2013, elle incarne le rôle de la Fée Clochette dans Mommy, une pièce de Olivier Choinière & Mélanie Demers.
En 2017, Fanny fait partie de la distribution du court-métrage Sous la neige de la Floride de Sylvio Jacques.
De 2017 à 2021, elle incarne le personnage de Krystelle Gaumond dans la série télévisée L'Heure bleue (série télévisée) sur les ondes de TVA (réseau de télévision).
En 2018, elle reçoit une bourse dans le cadre de l’initiative Netflix-Banff/Diversity of Voices afin d’aller présenter une série télé au World Media Festival en juin 2019.
On a aussi pu la voir dans la web série Georges est mort, série pour laquelle Fanny a reçu deux nominations à titre de meilleure actrice de soutien ; une aux Prix Gémeaux en 2019, ainsi qu’au Melbourne WebFest en 2019.
Au cinéma, son court-métrage À travers les murs, a été présenté dans une vingtaine de festivals en 2020-2021.
En 2021, elle joue le rôle de Marjorie Tardif dans le film Lorsque le cœur dérange de Philippe Cormier. Elle remporte le prix de meilleure actrice de soutien au Red Movie Awards et au Oniros Film Awards en septembre 2021.

## Télévision

### Séries télévisées
- 2006 : Rumeurs (série télévisée québécoise) : Nathalie
- 2009 : Les rescapés de la justice : Brenda Dalton
- 2010 : Trauma (série télévisée, 2010) : Nathalie Rioux
- 2010 : Vies parallèles : France Custeau
- 2011 : L'Auberge du chien noir : Artiste peintre
- 2015 : Les pays d'en haut : Rosette
- 2017 : Trop. : Madame cheap
- 2020 : Survivre à ses enfants : Mère de Zoé
- 2017 - 2021 : L'Heure bleue (série télévisée) : Kristelle Gaumond
- 2022 : L'homme qui aimait trop : Dre Lebel
- 2022 : C'est comme ça que je t'aime (série télévisée) : Femme de Puff

### Web-série
- 2017 : Baby Boom : Roxanne
- 2018 : Les pissenlits : Infirmière
- 2019 : Georges est mort : Valérie

## Cinéma

### Longs métrages
- 2016 : Sashinka de Kristina Wagenbauer : Julie
- 2021 : Lorsque le cœur dérange de Philippe Cormier : Marjorie Tardif

### Courts métrages
- 2016 : Sous la neige de la Floride de Sylvio Jacques : Nathalie
- 2018 : À mort de Sarra El-Abed : Sonia

### En tant que scénariste
- 2016 : Saveur artificielle (court métrage) / Eugénie Beaudry
- 2017 : Hollywood, mes amours (court-métrage) / Imagifilms
- 2018 : Les pissenlits (série web)
- 2020 : À travers les murs (court-métrage) / La Créative Films inc.

## Doublage

### Dessins animés
- 2011 - 2013 : Franklin et ses amis (Benjamin et ses amis) : Lili, le castor
- 2014 : Camp Marécage saison 1 à 3 : Rosabelle
- 2014 :  La Retenue  : Brandy
- 2014 :  Défis extrêmes : L'Île de Pahkitew : Éléonore
- 2014 :  Défis extrêmes : L'Absurdicourse : ?
- 2015 : Mon grand grand ami : Professeur de ballet
- 2015 : Shutterbugs : Marva
- 2016 : Camp Marécage saison 3 : Rosebud
- 2017 : Mysticons : Queen
- 2017 : Coco (film, 2017) : Tía Rosita
- 2019 : 16 Hudson : Luc

### Longs métrages
- 2018 : BlacKkKlansman : Connie Kendrickson
- 2018 : Mohawk Girls : Caitlin - Heather White

## Carrière théâtrale
- 2002 : Le Temps d'une vie (pièce de théâtre) : Rosana / mise en scène: Yves Dagenais
- 2003 : Médée : Médée / mise en scène: Elise Guilbault
- 2003 : Le Songe d'une nuit d'été : Hermia / mise en scène: Julie Vincent
- 2003 : Motel de passage : Denise et Lorette / mise en scène Marie-Eve Gagnon
- 2003 : Les Enfants du sabbat : Sœur Lucie des anges et Malvina Beaumont / mise en scène: Éric Jean
- 2004 : La mort est un proverbe... : Rita / mise en scène: Frédéric Dubois & Patrice Dubois
- 2004 : E la vita va : Ildebranda Cuffari / mise en scène: Véronica Mélis
- 2005 : Britannicus (Racine) : Agrippine / mise en scène: Christiane Pasquier
- 2005 : Au bout du conte : La nonne Jeanne / mise en scène: Gervais Gaudreault
- 2005-2007 : La Croisée des chemins : La princesse / mise en scène: Louis-Dominique Lavigne
- 2005 : L'Asile de la pureté : Donatien Marcassilar / mise en scène:Martin Faucher
- 2006 : Voiture américaine : Madame Grignon / mise en scène: Robert Bellefeuille
- 2006 : Confrérie de paroles : Déesse / mise en scène: Gil Champagne
- 2007 : Trop tard... : Mimi / mise en scène: Reynald Robinson
- 2007 : La Croisée des chemins : La princesse / mise en scène: Louis-Dominique Lavigne
- 2007 : Vedette shop (lecture publique) : Axelle / mise en scène: Robert Bellefeuille
- 2008 : Nous étions une fois... : La nonne Jeanne / mise en scène: Gervais Gaudreault
- 2008 : La Fausse Malade : Colombina / mise en scène: Frédéric Bélanger
- 2008 : Le petit rocher (lecture publique) : Rôles variés / mise en scène: Robert Bellefeuille
- 2008 : Princesses (lecture publique) : BM / mise en scène: Diane Pavlovic
- 2008 : Puberté (lecture publique) : Rôles variés / mise en scène: Claude Poissant
- 2008 : Bouge plus! (lecture publique) : La table / mise en scène: Louis-Dominique Lavigne
- 2009 : Le doux parfum du vide : La reporter / mise en scène: Robert Bellefeuille
- 2010 : Sur les rails (lecture publique) : Lili / mise en scène: Louis-Dominique Lavigne
- 2011 : Le grand voyage de petit rocher : Rôles variés / mise en scène: Robert Bellefeuille
- 2011 : La genêse de la rage : La furie / mise en scène: Sébastien Dodge
- 2011 : Princesses : BM / mise en scène: Diane Pavlovic
- 2013 : Mommy : Fée Clochette / mise en scène: Olivier Choinière & Mélanie Demers

## Romans
- 2022 : Les insoumises, Éditions Libre Expression  (ISBN 978-2-7648-1552-6)

## Distinctions

### Récompenses
- 2008 : Prix du public Denise Pelletier pour son rôle de Colombina dans La fausse malade de Goldoni
- 2012 : Prix du jury du public Cour à Jardin au Festival d'Angers
- 2019 : Prix Créateurs en série TV5 pour sa co-écriture du court-métrage Les Pissenlits
- 2019 : Boursière Festival international des médias de Banff, programme Netflix Diversity of Voices Initiative
- 2021 : Meilleure actrice dans un rôle de soutien au Red Movie Awards et au Oniros Film Awards pour le film Lorsque le cœur dérange

### Nominations
- 2019 : Prix Gémeaux de la meilleure interprétation féminine pour une émission ou série produite pour les médias numériques: comédie pour Georges est mort
- 2019 : Gala Québec Cinéma, meilleure distribution des rôles pour Sashinka
- 2019 : Melbourne Webfest, catégorie meilleure actrice de soutien pour Georges est mort